# Walter Kirn
Walter Kirn, né le 3 août 1962 à Akron dans l’Ohio, est un écrivain et critique littéraire américain.

## Biographie
Il a effectué des critiques littéraires pour le New York Magazine, pour The New York Times Book Review, The New York Times Magazine, Slate.

## Œuvres traduites en français
- Pouce ! [« Thumbsucker (en) »], trad. de Michel Lederer, Paris, Albin Michel, coll. « Terres d’Amérique », 2000, 267 p.  (ISBN 2-226-11522-6)
- In the air [« Up in the Air »], trad. de Nathalie Bru, Neuilly-sur-Seine, France, Éditions Michel Lafon, 2010, 269 p.  (ISBN 978-2-7499-1155-7)
- Mauvais sang ne saurait mentir [« Blood Will Out »], trad. d’Éric Chédaille, Paris, Christian Bourgois Éditeur, 2015, 272 p.  (ISBN 978-2-267-02721-1)[1]

## Adaptations cinématographiques
- Âge difficile obscur, de Mike Mills en 2005, d'après Pouce !
- In the Air, de Jason Reitman en 2009, d'après In the air